# NGC 125
NGC 125 је лентикуларна галаксија у сазвежђу Рибе која се налази на NGC листи објеката дубоког неба.
Деклинација објекта је + 2° 50' 19" а ректасцензија 0h 28m 50,3s. Привидна величина (магнитуда) објекта NGC 125 износи 12,4 а фотографска магнитуда 13,3. NGC 125 је још познат и под ознакама UGC 286, MCG 0-2-48, CGCG 383-27, PGC 1772.